# Víctor Rangel
Víctor Rangel Ayala (ur. 11 marca 1957 w mieście Meksyk), były meksykański piłkarz, grający na pozycji napastnika. Obecnie trener piłkarski.

## Kariera klubowa
Karierę zaczynał w CD Guadalajara w 1975. W klubie z Guadalajary grał do 1984 (z krótką przerwą na grę w Leon CSD w sezonie 1982–1983). Był to słaby okres w historii klubu, który w tym czasie nie zdobył żadnego trofeum. Ostatnie 4 lata kariery (1984–1988) spędził w klubach Atlético Potosino i Ángeles de Puebla.

## Kariera reprezentacyjna
Victor Rangel wraz z reprezentacją Meksyku uczestniczył w Igrzyskach olimpijskich w Montrealu. Reprezentacja Meksyku w Igrzyskach przegrała z reprezentacją Francji 1-4, zremisowała z reprezentacją Izraela 2-2 (obie bramki Rangela) oraz reprezentacją Gwatemali 1-1 (bramka Rangela) i nie wyszła z grupy.
Rangel zadebiutował w reprezentacji w roku następnym. Meksyk wygrał eliminacje Mistrzostw Świata 1978, co równoznaczne było ze zdobyciem Mistrzostwa strefy CONCACAF 1977.
W 1978 Victor Rangel uczestniczył w Mundialu w Argentynie, gdzie wystąpił we wszystkich trzech meczach grupowych z reprezentacją Tunezji 1-3, reprezentacją RFN 0-6 oraz reprezentacją Polski 1-3, w którym strzelił bramkę dla reprezentacji Meksyku. Ostatni mecz w reprezentacji Victor Rangel rozegrał w 1980 roku.

## Kariery trenerska
Victor Rangel był trenerem pierwszoligowego Atlético Mexiquense.